# Oficina Federal de Investigación Criminal (Alemania)
La Oficina Federal de Investigación Criminal (en alemán: Bundeskriminalamt, abreviado BKA) es una agencia federal de investigación policial de Alemania, dependiente directamente del Ministerio Federal del Interior. Tiene su sede central en Wiesbaden (Hesse), además de otras sucursales principales en Berlín y Meckenheim. Junto a la Policía Federal Alemana (Bundespolizei) y la Polizei beim Deutschen Bundestag, la Bundeskriminalamt constituye una de las fuerzas policiales de las que dispone el Gobierno federal alemán.
Las funciones de este organismo van desde la coordinación entre las fuerzas policiales federales (Bundespolizei) y estatales (Landespolizei) a la protección de testigos, contraterrorismo, la recopilación y análisis de información, y la actuación contra actos criminales o dirigidos contra la Seguridad nacional. En determinados casos, dadas las circunstancias puede asumir investigaciones de mayor importancia y calado.

## Historia
Fue creada en 1951 en la entonces Alemania Occidental, mediante una Ley especial.
Sus orígenes están en la Reichskriminalpolizeiamt de la época nazi, disuelta en 1945. Muchos de los primeros agentes de la BKA habían sido antiguos miembros de las SS o el Partido Nazi. De hecho, durante su primera época unos 47 exmiembros de las SS fueron altos funcionarios dentro de la Bundeskriminalamt. El historiador Patrick Wagner estableció que estos funcionarios intentaron "seguir aplicando criterios criminalísticos de la época nazi, organizando acciones contra presuntas conspiraciones judías o comunistas". La primera dirección de la BKA estuvo formada por los comisarios, y antiguos miembros de las SS, Paul Dickopf y Rolf Holle. Un rasgo común en la estructura de la primera época fue la constante rivalidad de Dickopf y Holle con Bernhard Niggemeyer, fundador y primer director del Instituto de criminología de la BKA.
Durante las décadas de los años 1970 y 1980 el organismo jugó un importante papel en la lucha contra la actividad del grupo armado Fracción del Ejército Rojo (Rote Armee Fraktion, RAF). Horst Herold, director de la BKA en los años 1970, fue la personificación de esta lucha.
En 2014 Jürgen Stock, vicepresidente de la Bundeskriminalamt, fue elegido Secretario General de la Interpol.

## Directores
- Dr. Max Hagemann (1951 – 1952)
- Dr. Hanns Jess (1952 – 1955)
- Reinhard Dullien (1955 – 1964)
- Paul Dickopf (1965 – 1971)
- Horst Herold (1971 – 1981)
- Heinrich Boge (1981 – 1990)
- Hans-Ludwig Zachert (1990 – 1996)

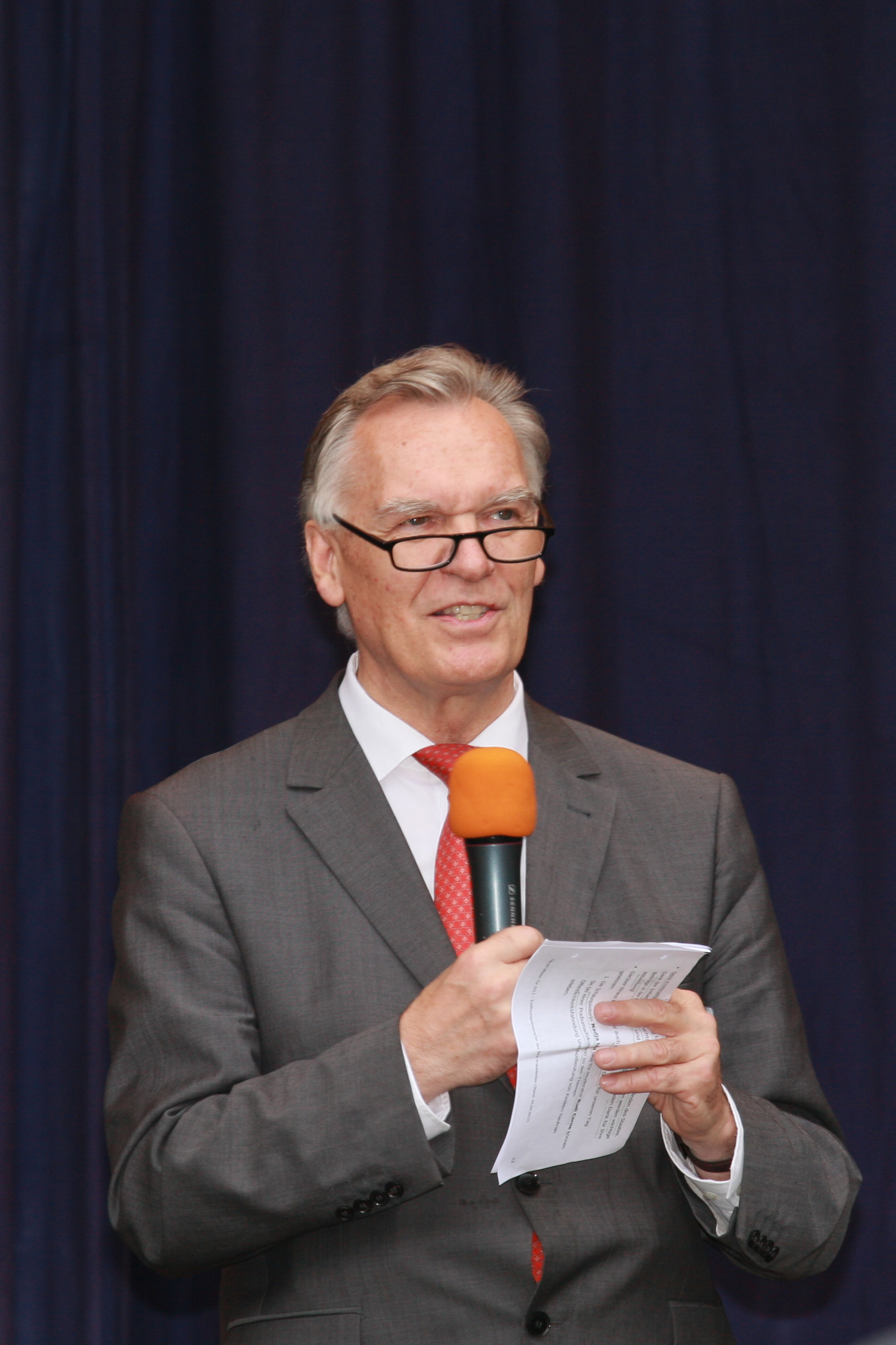
Jörg Ziercke (2013).

- Klaus Ulrich Kersten (1996 – 2004)
- Jörg Ziercke (2004 - 2014)
- Holger Münch (2014 - actualidad)